# William Henry Ireland
William Henry Ireland (2 agosto 1775 – Los Angeles, 17 aprile 1835) è stato uno scrittore britannico.
Fu autore a soli diciannove anni di un gruppo di falsi attribuiti a William Shakespeare (conosciuti come gli Ireland Shakespeare forgeries), che comprendevano alcune lettere alla moglie Anne Hathaway e altri, un dramma nuovo e una professione di fede. La scoperta fece grande scalpore, salvo poi essere smentita e denunciata dal grande critico irlandese Edmund Malone.

## Biografia
Lavorò come impiegato in uno studio di avvocato a Londra.